# طلال الجبرين
طلال الجبرين لاعب نادي الرياض.
يعد طلال الجبرين من أبرز نجوم الجيل الذهبي لنادي الرياض والذي مثله منذ موسم 1407هـ بعد أن التحق بالنادي عام 1403هـ، ومثل درجة الناشئين والشباب
اختير لتمثيل منتخب الناشئين عام 1404هـ، ولكنه لم يمثله لإصابته واختير لتمثيل منتخب الشباب عام 1407هـ وشارك في كأس فلسطين ودورة الصداقة الثانية بعمان.
مثل المنتخب الأول في كأس العالم بأمريكا عام 1994م، وكان أحد أفراد نجومنا في مونديال أمريكا وقدم مستوى رائعا للغاية، وكانت هذه المشاركة هي البصمة الأبرز في حياة طلال الجبرين الكروية.
أشاد بموهبته عدد كبير من المدربين الذين أشرفوا على تدريبه، كما أنه كان أحد أهم خيارات مدرب المنتخب السعودي في مونديال 94 الأرجنتيني خوزيه سولاري.

## اعتزاله
كانت نهاية طلال الجبرين الكروية مماثلة لاغلب لاعبي جيله الذهبي، حيث لم يجد التقدير من قبل إدارة النادي التي ابعدته عن تمثيل الفريق طويلاً لخلافات إدارية حتى أعلن عام 1422 اعتزاله الكرة بشكل نهائي.

## إسهاماته
- الحصول على كأس ولي العهد كأس ولي العهد عام 1414
- المركز الثاني في كأس دوري خادم الحرمين الشريفين عام 1414
- الحصول على كأس الاتحاد السعودي 1415
- وصيف كأس ولي العهد1415
- المركز الثالث في كأس دوري خادم الحرمين الشريفين عام 1415
- بطولة النخبة العربية المركز الثاني 1416
- المشاركة معه في كأس الكؤوس الآسيوية 1416 عندما أقصى كاظمة الكويتي وتأهل لنصف النهائي ليلاقي الطلبة العراقي ولكن انسحب الرياض من البطولة.
- تحقيق كأس الخليج العربي مع المنتخب السعودي في عام 1994
- شارك في كأس العالم لكرة القدم عام 1994 وكان ركيزة اساسية في تشكيلة المتخب وقدم مستويات رائعة.

## روابط خارجية
- طلال الجبرين على موقع الاتحاد الدولي (مؤرشف)  (الإنجليزية)
- طلال الجبرين على موقع قاعدة بيانات كرة القدم.إي يو (الإنجليزية)
- طلال الجبرين على موقع ناشيونال فوتبول تيمز (الإنجليزية)
- طلال الجبرين على موقع عالم كرة القدم.نت (الإنجليزية)
- طلال الجبرين على موقع كووورة